# Perenniporia minutissima
Perenniporia minutissima är en svampart som först beskrevs av Yasuda, och fick sitt nu gällande namn av T. Hatt. & Ryvarden 1994. Perenniporia minutissima ingår i släktet Perenniporia och familjen Polyporaceae.   Inga underarter finns listade i Catalogue of Life.